# Награда „Миломир Главчић”
Награда „Миломир Главчић” је специјална награда за подстицај хуманости која се уручује сваке године на дан Града Краљева, 7. октобра. Установљена је 2017. године, а названа је по српском добротвору Миломиру Главчићу који се у младости одселио за Канаду. Главчић је Граду Краљеву и околини донирао значајна финансијска средства, а по њему име носе вртић и Мост Миломира Главчића.
Грађанима, предузећима, установама, удружењима, организацијама или месним заједницама, ово признање се додељује за хумана дела и подстицај хуманости у различитим областима друштвеног и јавног живота. Добитници могу бити физичка и правна лица чије пребивалиште или седиште није на територији Краљева, а чији је допринос од значаја за тај град. Односи се на период од 1. септембра претходне, до 31. августа године у којој се награда додељује и у једној години може се доделити највише једна награда. Уз плакету, као главну награду, добитницима следује новчани део у износу од 70 хиљада динара.

## Добитници
| Година | Награђени                                                                                                |
| ------ | --- |
| 2017.  | Клуб младих Црвеног крста Краљево „Даринка – Даца Петрашиновић“                                          |
| 2018.  | Мото клуб „Кингс”                                                                                        |
| 2019.  | Тамара Грујић                                                                                            |
| 2020.  | Андреа Ћирић                                                                                             |
| 2021.  | Страхиња Савић, Давид Чантрак, Давид Драгојловић, Димитрије Јовандарић, Бојан Драганић и Стефан Ђурђевић |
| 2022.  | Марија Митровић                                                                                          |
| 2023.  | Друштво добровољних давалаца крви ЈКП „Путеви“ Краљево                                                   |
| 2024.  | Филип Трифуновић и Марко Миленковић                                                                      |